# Vunta-kutchin
Vunta-kutchin (Vuntut Gwitchin), pleme Kutchin Indijanaca, porodice Athapaskan. Ime plemena označava "those who dwell among the lakes". Poznati su i pod drugim imenima koja su dobili po lokalitetu, to su Crow River Kutchin (prema jednom vodenom toku), Gens des Rats i Rat People. Petitot ih (1891.) naziva Zjen-ta-Kouttchin, u značenju 'muskrat people' (mošusni štakor). Nazivi su po lokalitetu a ne podrugljivi. Današnja rijeka Porcupine, vjeruje se, da je u prošlosti ona koju su nazivali Rat River. 
Vunta-kutchin Indijanci činili su značajnu grupu Kutchina, a zajedno ih je 1670 (misli Mooney) s plemenima Takkuth-kutchin i Tutchone bilo 2,200. Vunta-kutchini naseljavali su kraj uz rijeku Porcupine i područje prema sjeverozapadu, uključujući i Old Crow Creek. Godine 1906. broj je ovim plemenima spao na 1,700. Godine 1910. navodno ih se tek 5 izjasnilo pod imenom Vunta-kutchin. Oni ipak nisu izumrli i imaju još potomaka. 
Vuntut ili Vunta-kutchin, danas službeno 'Vuntut Gwitchin First Nation', broje oko 400 članova, od kojih većina živi u Old Crow-u, zajednici lociranoj u području kanadskog teritorija Yukon. Lov na karibua održavao je na životu ovo pleme tisućama godina.

## Vanjske poveznice
- Vuntut Gwitchin